# 야마다 쇼코
야마다 쇼코(일본어: 山田 頌子, 1990년 7월 23일 ~ )는 일본의 여자 축구 선수이다.

## 구단 경력
나데시코 리그의 제프 유나이티드 지바, 닛테레 벨레자, 알비렉스 니가타에서 활동했다.

## 국가대표팀 경력
그녀는 2010년 FIFA U-20 여자 월드컵에 참가할 일본 U-20 국가대표팀에 발탁되었으며, 2경기에 출전했다.